# 유메노 마리아
유메노 마리아(일본어: 夢野まりあ, 1978년 8월 17일 ~ )은 일본의 전 성인 비디오 여배우이자 탤런트이다.